# Thelymitra speciosa
Thelymitra speciosa är en orkidéart som beskrevs av Jeffrey A. Jeanes. Thelymitra speciosa ingår i släktet Thelymitra och familjen orkidéer. Inga underarter finns listade i Catalogue of Life.